# حسام‌آباد (خدابنده)
ور حسام‌ (خدابنده)، روستایی از توابع بخش بزینه‌رود شهرستان خدابنده در استان زنجان ایران است.

دهیار:علی‌اله اسکندری

## جمعیت
این روستا در دهستان زرینه‌رود (خدابنده) قرار دارد و براساس سرشماری مرکز آمار ایران در سال ۱۳۸۵، جمعیت آن ۱٬۸۱۷ نفر (۳۵۰خانوار) بوده‌است.